# ぴえん
 pien是表示哭泣的日語擬態語，省略自哭声「 piēn」，多用於SNS及郵件交流等，意思接近「（淚）」。傷心及高興時均可使用，感情程度並不深。使用時，多會加上眼淚汪汪的繪文字（Pleading Face）。

## 歷史
2018年11月，中學女生之間開始使用這詞語，及後在各年齡層男女間普及。2019年，獲得AMF「JC、JK流行語大賞2019」詞語部門第1名、TWIN PLANET「2019年辣妹流行語大賞」第2名；2020年，獲得Instagram媒體「Petrel」選出的「2020年上半期Instagram流行語大賞」流行語部門第1名。 
的「升級版」是傷心程度更高的「 paon」，在YouTuber帶動下流行。這詞語獲「2020年上半期Instagram流行語大賞」流行語部門第4名，而與組合而成的（超越達到）就獲得「JC、JK流行語大賞2020上半期」詞語部門第5名。
IT記者井上俊幸分析，、都以半濁音開頭，聽起來比較可愛，比起「 uwan」、「 bien」等詞，小哭的感覺更強。
繪文字的流行並未傳播至日本国外，Twitter Japan在2020年世界繪文字日發布「全世界用戶在Twitter上使用最多的10個繪文字」，Pleading Face的繪文字未有入榜。

## 派生
之歌
由未知身份藝術家創作的歌曲。2020年2月21日上載至YouTube後，獲得好評，在網上傳開。歌曲的高中毒性受到關注，6月25日至7月1日排入Spotify「Viral Top 50（日本）」第5名，7月9日至15日排入最高第3名。較短版本已在著作權開放狀態下公開。

恐怖遊戲，玩家要應對顏文字長在身上的怪人來襲。2020年6月18日，作為免費遊戲公開，作者為。有份推動「之歌」流行。

眼
化妝法，在眼部（淚袋）塗上亮粉，令眼睛看起來像是一般水汪汪。NMB48的吉田朱里在自己的YouTube頻道介紹後，引發關注。

## 符号位置
| 文字 | Unicode | Unicode名称            |
| ---- | ------- | ---------------------- |
| 🥺   | U+1F97A | FACE WITH PLEADING EYE |

## 外部連結
- YouTube上的